# روش (فیلم)
رَوِش (اسپانیایی: El método‎) یک فیلم دلهره‌آور اسپانیایی به کارگردانی مارسلو پینییرو است که در سال ۲۰۰۵ منتشر شد. این فیلم بر پایهٔ داستانی از نویسندهٔ کاتالان ژردی گالسران به نام «روش گرونهُـلم» ساخته شد.

## گزیدهٔ بازیگران
- ادواردو نوریگا
- نایوا نیمری
- ادوآرد فرناندس
- ارنستو آلتریو
- ناتالیا وربکه
- آدریانا اثورس
- کارملو گومس
- پابلو اچاری